# وكالة الأنباء اليمنية (سبأ)
وكالة الأنباء اليمنية (سبأ) هي وكالة الأنباء الرسمية في الجمهورية اليمنية منذ إعلان الوحدة اليمنية في 22 مايو 1990 عقب دمج وكالات الأنباء الحكومية في شمال وجنوب اليمن التي تم تأسيسهما في 1970 وإنشاء وكالة موحدة باسم وكالة الأنباء اليمنية (سبأ)، وخلال الحرب الأهلية اليمنية المستمرة منذ 2014 انقسمت إلى نسختين بنفس الاسم أحدهما في صنعاء والأخرى في عدن.

## تاريخ
في 22 مايو 1990 عقب إعلان توحيد اليمن وقيام الجمهورية اليمنية دمجت وكالة سبأ للأنباء التي كانت الوكالة الرسمية في الجمهورية العربية اليمنية مع وكالة أنباء عدن التي كانت الوكالة الرسمية في جمهورية اليمن الديمقراطية الشعبية سابقا، في وكالة واحد رسمية للجمهورية اليمنية باسم وكالة الأنباء اليمنية سبأ، وأسست وكالة عدن للأنباء بعدن في فبراير 1970 بينما أسست وكالة سبأ للأنباء بصنعاء في يوليو 1970.

## انقسام الوكالة
أعلنت وزيرة الإعلام في حكومة الشراكة الوطنية نادية السقاف في 19 يناير سيطرة حركة أنصار الله على وسائل الإعلام الحكومية في صنعاء ومن بينها وكالة الأنباء اليمنية سبأ وأشارت إلى استخدام الحكومة لقناة عدن الحكومية كبديل لنشراخبار وبيانات الحكومة، وفي يوم 9 مايو 2015 أنشأت الحكومة اليمنية المعترف بها دوليا نسخة الإلكترونية بديلة لوكالة سبأ تخضع لسيطرتها، ما تسبب في انقسام الوكالة إلى نسختي نسخة تابعة لحكومة الإنقاذ الوطني غير المعترف بها دوليا التي تدير مناطق سيطرة حركة أنصار الله ونسخة تابعة للحكومة اليمنية المعترف بها دوليا.

## وصلات خارجية
- الموقع الرسمي للوكالة الناطقة بأسم الحكومة اليمنية المعترف بها دوليا
- الموقع الرسمي للوكالة الناطقة باسم حكومة الإنقاذ الوطني